# Łomnica (powiat garwoliński)
Łomnica – wieś sołecka w Polsce położona w województwie mazowieckim, w powiecie garwolińskim, w gminie Żelechów.
| SIMC    | Nazwa     | Rodzaj    |
| ------- | --------- | --------- |
| 0696875 | Ług       | część wsi |
| 0696881 | Nad Rzeką | część wsi |

W latach 1975–1998 miejscowość należała administracyjnie do województwa siedleckiego.
Wierni Kościoła rzymskokatolickiego należą do parafii Zwiastowania Najświętszej Maryi Panny w Żelechowie.